# Ransom Riggs
Ransom Riggs (Maryland, 3 de febrer de 1979) és un escriptor i cineasta estatunidenc principalment conegut pel llibre La llar de Miss Peregrine per a nens peculiars.

## Primers anys de vida i educació
Riggs va néixer a Maryland el 1979 en una granja de 200 anys i va créixer a Florida, on va assistir a la Pine View School for the Gifted. Va estudiar literatura anglesa al Kenyon College, on era un bon amic de John Green. Més tard va estudiar cinema a la Universitat del Sud de Califòrnia.

## Carrera
El seu treball en curtmetratges per a Internet i els blocs per a Mental Floss li van aconseguir una feina per escriure The Sherlock Holmes Handbook, que es va publicar com a producte derivat de la pel·lícula Sherlock Holmes del 2009.
Riggs havia recopilat curioses fotografies vernaculars i es va apropar al seu editor, Quirk Books, per utilitzar-ne algunes en un llibre d'imatges. A proposta d'un editor, Riggs va utilitzar les fotografies com a guia a partir de la qual elaborar una narració. El llibre resultant va ser La llar de Miss Peregrine per a nens peculiars, que va entrar a la llista dels més venuts del New York Times, i va ser adaptat a la pel·lícula homònima del 2016.
Un altre llibre inspirat en fotografies antigues, Talking Pictures, va ser publicat per HarperCollins l'octubre de 2012.
La segona novel·la de la sèrie de Miss Peregrine, Hollow City, es va publicar el gener de 2014, amb la tercera entrega, Library of Souls, després el setembre de 2015. El setembre de 2016 es va publicar un llibre derivat de contes, Tales of the Peculiar. La quarta novel·la de la sèrie, A Map of Days, es va publicar l'octubre de 2018. La cinquena novel·la de la sèrie, The Conference of the Birds, es va publicar el gener de 2020. El sisè, The Desolations of Devil's Acre, es va publicar el 23 de febrer de 2021.

## Vida personal
Riggs es va casar amb l'autora Tahereh Mafi el 2013. Van viure a Santa Mònica, Califòrnia i més tard es van traslladar a Irvine, Califòrnia. La seva primera filla, Layla, va néixer el 30 de maig de 2017.

## Obres

### Novel·les per a joves

#### Sèrie Miss Peregrine
- La llar de Miss Peregrine per a nens peculiars (2011)[15]
- Hollow City (2014)[16]
- Library of Souls (2015)[17]
- Tales of the Peculiar (2016), històries curtes[18]
- A Map of Days (2018)[19]
- The Conference of the Birds (2020)[20]
- The Desolations of Devil's Acre (2021)[21]

#### Autònom
- Arcanum (2015)

### Còmics

#### Sèrie Miss Peregrine
- Miss Peregrine's Home for Peculiar Children: The Graphic Novel (2011), amb Cassandra Jean
- Hollow City: The Graphic Novel (2016), amb Cassandra Jean

### No ficció
- The Sherlock Holmes Handbook: The Methods and Mysteries of the World's Greatest Detective (2009), guia[22]
- Talking Pictures: Images and Messages Rescued from the Past (2012), fotografies[23]

## Adaptacions
- Miss Peregrine's Home for Peculiar Children (2016), pel·lícula dirigida per Tim Burton, basada en la novel·la per a joves La llar de Miss Peregrine per a nens peculiars